# فدراسیون مالایا
فدراسیون مالایا فدراسیونی بود که قبل از ایجاد شدن، ایالت‌های عضو این فدراسیون به صورت مالایای بریتانیا، شامل یازده ایالت (نه ایالت مالزی و دو شهر از شهرک‌های تنگه بریتانیا، به نام‌های پنانگ و مالاکا)، قرار داشتند، این فدراسیون از ۱ فوریه سال ۱۹۴۸ تا ۱۶ سپتامبر ۱۹۶۳ موجودیت داشت. فدراسیون در ۳۱ اوت ۱۹۵۷ استقلال یافت، و در سال ۱۹۶۳، این فدراسیون با سنگاپور، بورنئو شمالی و ساراواک یکپارچه شد و کشور مالزی تأسیس شد.

## فهرست ایالت‌های عضو فدراسیون
- جوهور (ایالت)
- کداح
- کلانتان
- ملاکا (ایالت) تحت اتحادیه مالایا در سال ۱۹۴۸[۵]
- ملاکا (ایالت) تحت فدراسیون
- نگاری سمبیلان
- پاهانگ
- پیننگ تحت اتحادیه مالایا
- پیننگ تحت فدراسیون
- پراک
- پرلیس
- سلانگور
- ترنگگانو اولیه
- ترنگگانو ثانویه

## جمعیت‌شناسی
| گروه قومی    | ۱۹۴۸      | ۱۹۵۱      |
| ------------ | --------- | --------- |
| مالایی       | ۲٬۴۵۷٬۰۱۴ | ۲٬۶۳۱٬۱۵۴ |
| چینی         | ۱٬۹۲۸٬۹۶۵ | ۲٬۲۴۳٬۹۷۱ |
| هندی         | ۵۳۶٬۶۴۶   | ۵۶۶٬۳۷۱   |
| باقی قومیت‌ها | ۶۴٬۸۰۲    | ۷۵٬۷۲۶    |
| مجموع        | ۴٬۹۸۷٬۴۲۷ | ۵٬۵۱۷٬۲۲۲ |